# ত়
Cette page contient des caractères spéciaux ou non latins. S’ils s’affichent mal (▯, ?, etc.), consultez la page d’aide Unicode.
ঝ়, appelé ṭa et transcrit ṭ, est une consonne de l’alphasyllabaire bengali utilisée dans certains ouvrages linguistiques bengalis. Elle est formée d’un ta ‹ ত › avec un point souscrit.

## Utilisation
Dans certains ouvrages linguistiques bengalis, ṭa représente une consonne occlusive alvéolaire voisée pharyngalisée [ʒ] et est utilisée dans la transcription de mots étrangers avec cette consonne comme par exemple dans le dictionnaire bengali de Gyanendramohan Das.

## Représentations informatiques
Ses caractères Unicode sont, :
| formes | représentations | chaînes de caractères | points de code       | descriptions                                                      |
| ------ | --------------- | --------------------- | -------------------- | ----------------------------------------------------------------- |
| pleine | ত়               | ত়                     | U+09A4 U+09BC        | lettre bengali ta, symbole bengali noukta                         |
| morte  | ত়्               | ত়◌्                    | U+09A4 U+09BC U+094D | lettre bengali ta, symbole bengali noukta, symbole bengali virama |